# Tiny Toon Adventures 2: Montana's Movie Madness
Tiny Toon Adventures: Montana's Movie Madness, även känt som "Tiny Toon Adventures 2", är ett Game Boy-spel från 1993, utvecklat och utgivert av Konami. I Japan hette det Tiny Toon Adventures 2: Buster Bunny no Kattobi Daibouken.

## Handling
När en ny biograf slår upp portarna i staden ger sig barnen dit. Snart visar det sig att Montana Max har huvudrollen och är filmens hjälte. Buster Bunny måste stoppa honom för att ändra på det. Filmerna utspelar sig bland annat i Vilda västern, det feodala Japan, framtiden samt ett slott fullt med monster. Det finns också bonusbanor.

### Fotnoter
1. ↑  ”Tiny Toon Adventures: Montana's Movie Madness” (på svenska). Nintendomagasinet (Kungsbacka: Atlantic) (2 1994):  sid. 8 (Power Player). februari 1994. Läst 19 april 2014.